# Bank of America Plaza (Atlanta)

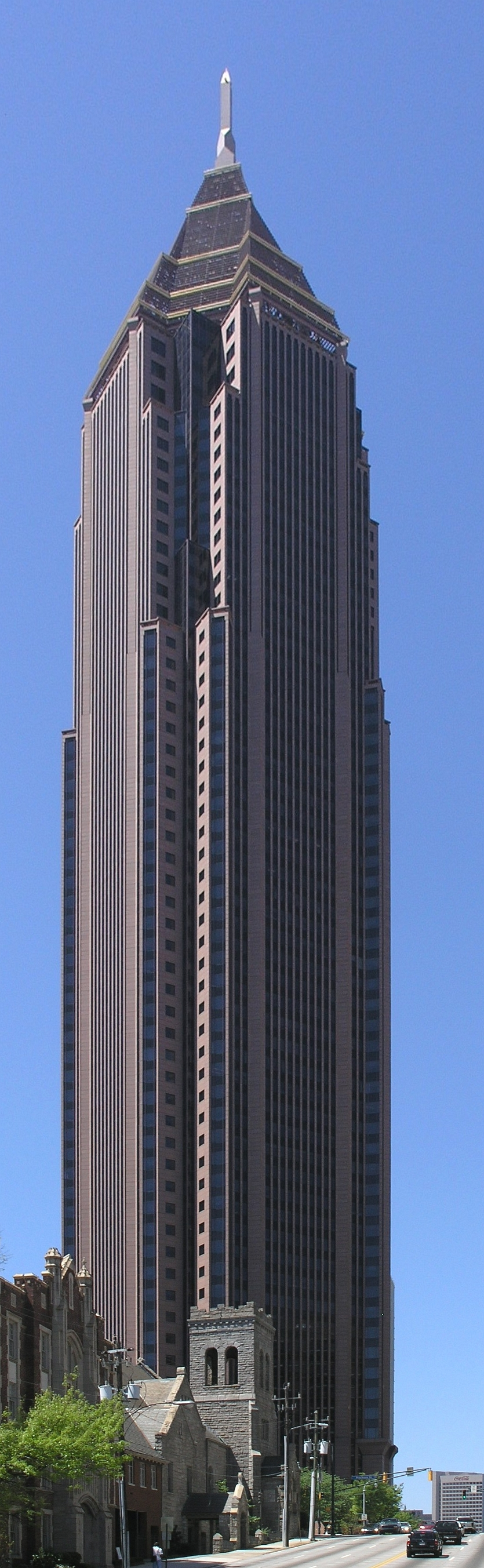

Bank of America Plaza este o clădire situată în Atlanta și este denumită după cel mai mare chiriaș Bank of America. Având 312 m înălțime se situează pe locul 26 în topul celor mai înalte clădiri din lume. De asemenea este cea mai înaltă clădire din SUA în afara clădirilor din orașele New York și Chicago. 
Clădirea are 55 de etaje și a fost terminată în anul 1992.